# Charles Doolittle Walcott

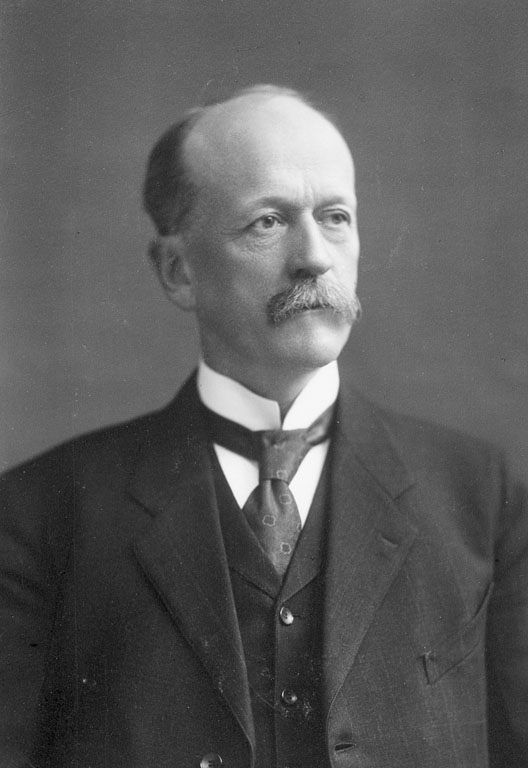
Charles Doolittle Walcott

Charles Doolittle Walcott (31. března 1850, New York Mills – 9. února 1927, Washington DC) byl americký paleontolog, sekretář Smithsonova institutu a ředitel United States Geological Survey. Byl známý díky svému objevu výjimečně zachovaných fosilií, včetně jedněch z nejstarších měkkotělních otisků z burgesských břidlic v Britské Kolumbii.
Charles Doolittle Walcott v roce 1909 jako první popsal podivné a dosud neznámé druhy kambrických živočichů v burgesských břidlicích a postupně vytvořil rozsáhlou sbírku. V roce 1910, rok po objevu 508 milionů starých středno-kambrických fosilií, se Walcott na lokalitu vrátil se svými syny Stuartem a Sidneym.